# Hans von Løwenhielm
Hans von Løwenhielm, født Schrøder (28. januar 1627 i Løjt i Angel – 2. marts 1699 på Vejrupgård) var en dansk officer og amtmand.

## Under Svenskekrigene
Herredsfoged i Slis Herred Hans Schrøder på Løjtgård i Angel (ca. 1580-1649) havde med sin hustru Magdalene 24 børn, blandt hvilke en søn, der hed Hans ligesom faderen, var født 28. januar 1627. 20 år gammel forlod denne hjemmet for at søge udenlandsk krigstjeneste, og i den krig, der som efterdønning af Trediveårskrigen førtes mellem Frankrig og Spanien, tjente han sig op til ritmester. Da Karl Gustav-fejden brød ud 1657, vendte han hjem til Danmark. Han fik kompagni ved Kongens Livregiment til Hest, udmærkede sig under Københavns belejring og steg i foråret 1658 til major. Noget senere på året sendte kongen ham til Møn, og Schrøder blev her, da kommandanten, Just Ebel, var fraværende, sjælen i øens berømmelige forsvar mod den svenske oberst Ascheberg (december 1658 og januar 1659). Midt i maj afviste Schrøder endnu en gang svenskerne, der denne gang kommanderedes af pfalzgreve Philip Florinus af Pfalz-Sulzbach; men kort efter, trinitatis søndag 29. maj, bukkede han under for overmagten. Møn blev erobret af de svenske, Schrøder selv blev såret og fanget.

## Gyldenløvefejden
Schrøders i svenskekrigen udviste "løvemod og hurtighed" fandt på forskellig måde fortjent påskønnelse. Han forfremmedes 1660 først til oberstløjtnant, siden til oberst og blev 1662 ansat
som kommandant på Hammershus samt militær og civil befalingsmand (amtmand) over Bornholm. 1669 blev han optaget i den danske adel med navnet von Løwenhielm. Det er vel også et bevis på den anseelse, han havde vundet, at han 1660 ægtede Bertha Ahlefeldt, vistnok søster til hans daværende regimentschef, generalløjtnant Hans Ahlefeldt, og datter af Frederik Ahlefeldt til Halvsøgård (1594-1657, gift 1. gang 1619 med Birgitte Ahlefeldt, ca. 1600-1632) og Helvig Roepstorff. Hun kom 22. oktober 1672 af dage på Hammershus ved et ulykkeligt tilfælde, og sorgen herover skal have været årsag til, at Løwenhielm søgte at komme bort fra Bornholm.
Året efter fratrådte han sin stilling på Bornholm, da han som generalmajor og chef for akershusiske regiment til fods blev sendt til Norge og blev i Den Skånske Krig (Gyldenløvefejden) en værdifuld støtte for Ulrik Frederik Gyldenløve under de indfald, denne gjorde ind i Sverige i årene 1675-77- særlig må nævnes de strejftog, som Løwenhielm efter Vänersborgs erobring 1676 foretog til Dalsland – under et af disse tog han med egen hånd en fjendtlig standart –, men først og fremmest det bekendte slag ved Uddevalla 28. august 1677.
Efter at have indtaget Marstrand (23. juli) havde Gyldenløve taget orlov og overgivet kommandoen til Løwenhielm; men denne så sig snart truet fra flere sider, både fra Dalsland og Västergötland, og replierede sig derfor forsigtig på Strømstad, fulgt af svenskerne under rigskansler, grev Magnus Gabriel De la Gardie. Pralende med at ville "ravagere hele Norge" besatte De la Gardie Uddevalla og øen Orust. Hans hær har næppe talt stort over 3000 mand, til dels uøvede og udisciplinerede tropper, men rygtet fordoblede dette tal flere gange.
Gyldenløve overtog nu atter selv overkommandoen, og da han havde fået trukket forstærkninger til sig, gik han selv mod Orust og sendte Løwenhielm og generalmajor Hannibal von Degenfeld med 5600 mand mod Uddevalla. Her havde De la Gardie valgt en mindre heldig opstilling, 1/2 mil foran passet Kobro, mod hvilket Løwenhielm ved at omgå hans højre flanke tvang ham til at trække sig tilbage. I spidsen for sit rytteri kastede Løwenhielm sig dernæst over de retirerende tropper, og endnu inden hovedstyrken af det norske fodfolk var nået langt nok frem til at kunne tage del i kampen, var svenskerne splittede «som harer mellem fjeldene», efterladende talrige døde, fanger og trofæer. De sidste angives i Degenfelds rapport til 14 kanoner, 19 faner og standarter. Om de beviser, Løwenhielm i dette slag aflagde på sin tapperhed, vides meget at berette, blandt andet hvorledes han blev såret under sine bestræbelser for at redde en af sine ryttere ud af fjendernes hænder.
1678 kaldtes Løwenhielm til Skåne og var en kort tid kommandant i Landskrone, men da man i september udrustede en ekspedition mod Rügen, fik Løwenhielm befalingen over de hertil bestemte tropper, 2000 mand. Flåden kommanderedes af Niels Juel, og foretagendet blev fortrinlig iværksat fra begge anførernes side. De danske fik hurtig fast fod på Rügens nordside og hjalp derpå et brandenborgsk korps til at lande på sydsiden, så at svenskerne fuldstændig måtte opgive øen. I juli 1679 skulle Løwenhielm have ledet et lignende foretagende mod Kalmar, men dette blev opgivet, og ikke længe efter endtes krigen.

## Godsejer
Løwenhielm udnævntes 1682 til hvid ridder, 1684 til generalløjtnant, men levede i øvrigt efter fredslutningen på sine godser, af hvilke han på Fyn besad Vejrupgård, Sellebjerg, Hindemae, Nordskov, Sanderumgård og en kort tid Lammehave. Også i Norge havde han store besiddelser (Kjølberg, Elmgård og Hovindsholm) som følge af sit 2. ægteskab (7. november 1677) med Sophie Bielke (død tidligst 1691), enke efter oberst Otto Skade til Tanderup (død 1673, gift 1. gang med Mette Quitzow, 1601-1648) og datter af Norges kansler Jens Bielke til Østeråt og Sophie Brockenhuus.
Løwenhielm døde 2. marts 1699 på Vejrupgård og blev begravet i Marslev Kirke. Han efterlod ikke sønner, men hans navn og våben gik tillige med Vejrupgård og andre fynske godser i arv til hans dattersøn Hans Brockenhuus, hvis efterkommere endnu fører begge dele.

## Gengivelser og mindesmærker
Miniature formentlig forestillende von Løwenhielm som yngre (Det Nationalhistoriske Museum på Frederiksborg Slot). Portrætmaleri fra 1670'erne (sst.), efter dette xylografi af H.P. Hansen 1893. Stik af Hubert Schaten 1689 efter portrætmaleri af Lambert van Haven.
Mindesmærke af Johannes Wiedewelt 1784 ved Jægerspris Slot. Mindesten ved Rødkilde Højskole.